# 서군위 나들목
서군위 나들목(W.Gunwi IC)은 대구광역시 군위군 소보면 신계리에 설치된 영천상주고속도로의 2번 교차로이다. 하이패스 전용 나들목이기 때문에 서군위 하이패스 나들목이라고도 불린다.
상주영천고속도로 착공 당시 계획에 없었던 나들목이며, 구미하이테크밸리(5공단)와 소보면 일대 연계를 위해 2015년 6월 18일 상주영천고속도로 3공구 현장상황실에서 이 나들목의 설치를 위한 관계기관 회의가 개최되었으며, 요금 징수원이 필요한 일반 나들목을 설치할 경우 관련 지방자치단체가 부담해야할 비용이 많아지므로 하이패스 전용 나들목을 설치하는 것으로 협의되었다. 이 회의를 통해 같은 해 10월 29일에 나들목 설치가 확정되었고, 같은 해 11월에 착공되었으며, 2017년 6월 28일에 개통되었다.

## 연혁
- 2015년 10월 29일 : 소보 나들목 설치 확정
- 2015년 11월 : 나들목 착공
- 2016년 4월 6일 : 2017년 6월 27일까지 나들목 설치를 위해 군위군 도시계획시설 교통광장에 소보면 신계리 일원을 소보(신계) 하이패스 나들목으로 고시[3]
- 2017년 6월 28일 : 상주영천고속도로 개통과 함께 서군위 나들목으로 영업 개시[4]

## 구조물 정보
- 위치: 대구광역시 군위군 소보면 신계리
- 영업소: 대구광역시 군위군 소보면 송백로 1285

## 접속하는 도로
- 송백로 (지방도 제923호선, 지방도 제927호선)
- 지방도 제927호선 (도신로)

## 교통량 정보
| 요금소          | 통행량 (대/일) | 통행량 (대/일) | 통행량 (대/일) | 각주  |
| 요금소          | 2017년         | 2018년         | 2019년         | 각주  |
| --------------- | -------------- | -------------- | -------------- | ----- |
| 서군위 (폐쇄식) | 247            | 279            | 312            | [ 5 ] |